# Nobleboro
Nobleboro ist eine Town im Lincoln County des Bundesstaates Maine in den Vereinigten Staaten. Im Jahr 2020 lebten dort 1791 Einwohner in 1139 Haushalten auf einer Fläche von 59,98 km².

## Geografie
Nach dem United States Census Bureau hat Nobleboro eine Gesamtfläche von 72,16 km², von der 42,66 km² Land sind und 29,5 km² aus Gewässern bestehen.

### Geografische Lage
Nobleboro liegt zentral im Lincoln County. Im Westen wird das Gebiet der Town durch den Damariscotta Lake begrenzt, im Osten grenzt der Duckpuddle Pond an und im Süden der Pemaquid Pond. Die Oberfläche ist eben, ohne nennenswerte Erhebungen.

### Nachbargemeinden
Alle Entfernungen sind als Luftlinien zwischen den offiziellen Koordinaten der Orte aus der Volkszählung 2010 angegeben.
- Norden: Jefferson, 8,2 km
- Osten: Waldoboro, 8,3 km
- Südosten: Bremen, 14,1 km
- Süden: Damariscotta, 8,8 km
- Südwesten: Newcastle, 8,7 km
- Westen: Jefferson, 8,2 km

### Stadtgliederung
In Nobleboro gibt es mehrere Siedlungsgebiete: Damariscotta Mills, Glendon, Harrington Corner, Muscongus Bay, Nobleboro, Nobleboro Station und North Nobleboro.

### Klima
Die mittlere Durchschnittstemperatur in Nobleboro liegt zwischen −6,8 °C (20 °Fahrenheit) im Januar und 20,6 °C (69 °Fahrenheit) im Juli. Damit ist der Ort gegenüber dem langjährigen Mittel der USA um etwa 6 Grad kühler. Die Schneefälle zwischen Oktober und Mai liegen mit bis zu zweieinhalb Metern mehr als doppelt so hoch wie die mittlere Schneehöhe in den USA; die tägliche Sonnenscheindauer liegt am unteren Rand des Wertespektrums der USA.

## Geschichte
Nobleborough gehörte zum Land, welches zum Pemaquid-Patent gehörte. Besitzer des Pemaquid-Patents, eines Land-grants waren Elbridge und Aldsworth. Die Besiedlung von Teilen des Gebietes startete um 1640. Da die Gegend wichtiges Jagd- und Fischgebiet der Indianer war, blieben diese auch, nachdem sich erste Ansiedlungen von Europäern gegründet hatten. Auch nach dem Ende der Indianerkriege, bestanden weiterhin Kontroversen um das Land, welche erst nach 1814 besiedelt wurde.
Die Town Nobleborough wurde am 20. November 1788 organisiert und benannt nach Colonel Arthur Noble, der in der Schlacht von Midas im Jahr 1747 starb. Teile von Bristol wurden im Jahr 1815 hinzugenommen. Bis 1847 gehörte auch Damariscotta zum Gebiet von Nobleboro.

### Einwohnerentwicklung
| Volkszählungsergebnisse – Town of Nobleboro, Maine | Volkszählungsergebnisse – Town of Nobleboro, Maine | Volkszählungsergebnisse – Town of Nobleboro, Maine | Volkszählungsergebnisse – Town of Nobleboro, Maine | Volkszählungsergebnisse – Town of Nobleboro, Maine | Volkszählungsergebnisse – Town of Nobleboro, Maine | Volkszählungsergebnisse – Town of Nobleboro, Maine | Volkszählungsergebnisse – Town of Nobleboro, Maine | Volkszählungsergebnisse – Town of Nobleboro, Maine | Volkszählungsergebnisse – Town of Nobleboro, Maine | Volkszählungsergebnisse – Town of Nobleboro, Maine |
| Jahr                                               | 1700                                               | 1710                                               | 1720                                               | 1730                                               | 1740                                               | 1750                                               | 1760                                               | 1770                                               | 1780                                               | 1790                                               |
| -------------------------------------------------- | -------------------------------------------------- | -------------------------------------------------- | -------------------------------------------------- | -------------------------------------------------- | -------------------------------------------------- | -------------------------------------------------- | -------------------------------------------------- | -------------------------------------------------- | -------------------------------------------------- | -------------------------------------------------- |
| Einwohner                                          |                                                    |                                                    |                                                    |                                                    |                                                    |                                                    |                                                    |                                                    |                                                    | 1206                                               |
| Jahr                                               | 1800                                               | 1810                                               | 1820                                               | 1830                                               | 1840                                               | 1850                                               | 1860                                               | 1870                                               | 1880                                               | 1890                                               |
| Einwohner                                          | 804                                                | 1206                                               | 1583                                               | 1876                                               | 2210                                               | 1408                                               | 1438                                               | 1150                                               | 1142                                               | 947                                                |
| Jahr                                               | 1900                                               | 1910                                               | 1920                                               | 1930                                               | 1940                                               | 1950                                               | 1960                                               | 1970                                               | 1980                                               | 1990                                               |
| Einwohner                                          | 810                                                | 755                                                | 666                                                | 599                                                | 665                                                | 654                                                | 679                                                | 850                                                | 1154                                               | 1455                                               |
| Jahr                                               | 2000                                               | 2010                                               | 2020                                               | 2030                                               | 2040                                               | 2050                                               | 2060                                               | 2070                                               | 2080                                               | 2090                                               |
| Einwohner                                          | 1626                                               | 1643                                               | 1791                                               |                                                    |                                                    |                                                    |                                                    |                                                    |                                                    |                                                    |

## Kultur und Sehenswürdigkeiten

### Bauwerke
In Nobleboro wurde 2007 die Chimney Farm unter Denkmalschutz gestellt und unter der Register-Nr. 07000012 ins National Register of Historic Places aufgenommen.

## Wirtschaft und Infrastruktur

### Verkehr
Der U.S. Highway 1 verläuft in nordsüdlicher Richtung durch Nobleboro.

### Öffentliche Einrichtungen
Es gibt keine medizinischen Einrichtungen oder Krankenhäuser in Nobleboro. Die nächstgelegenen befinden sich in Damariscotta und Waldoboro.
In Nobleboro gibt es keine eigene Bücherei. Die nächstgelegene ist die Skidompha Public Library in Damariscotta.

### Bildung
Nobleboro gehört zusammen mit Bremen, Bristol, Damariscotta, Jefferson, Newcastle und South Bristol zum Central Lincoln County School System, AOS 93. Weiterführende Schulen werden durch den Schulbezirk nicht angeboten, es können Schulen der Wahl besucht werden, für die Kosten kommen die Gemeinden auf. Die meisten Schülerinnen und Schüler besuchen die private Lincoln Academy in Newcastle.
Im Schulbezirk werden mehrere Schulen angeboten:
- Bristol Consolidated School; Schulklassen Pre-Kindergarten bis 8. Schuljahr, in Bristol
- Jefferson Village School; Schulklassen Kindergarten bis 8. Schuljahr, in Jefferson
- Nobleboro Central School; Schulklassen Kindergarten bis 5. Schuljahr, in Nobleboro
- Great Salt Bay Community School; Schulklassen Kindergarten bis 8. Schuljahr, in Damariscotta

## Persönlichkeiten

### Persönlichkeiten, die vor Ort gewirkt haben
- Muriel Havenstein (1923–2009), Jazzpianistin